# Гущин, Анатолий Александрович
Анато́лий Алекса́ндрович Гу́щин (род. 30 ноября 1976, Новочебоксарск, Чувашская АССР, РСФСР, СССР) — российский актёр театра и кино. Заслуженный артист Чувашской Республики (2024).

## Биография
Анатолий Гущин родился 30 ноября 1976 года в городе Новочебоксарске Чувашской АССР. Отец — русский, мать — чувашка.
Учился в новочебоксарской средней школе № 10.
После окончания средней школы в 1994 году переехал в Москву и поступил в Высшее театральное училище имени М. С. Щепкина при Государственном академическом Малом театре России (художественный руководитель курса — Николай Алексеевич Верещенко, заслуженный артист РСФСР), которое окончил в 1998 году.
Работал в московском театре «Содружество актёров Таганки» под руководством Николая Губенко.
Участвует в спектаклях «Продюсерской компании Анатолия Воропаева».
В 2024 году стал Заслуженным артистом Чувашской Республики.

## Личная жизнь
Был женат на Елене Владимировне Шешетиной. Сын — Даниил Гущин (род. 13 июня 1998).
В настоящее время женат на актрисе театра «Сфера» Виктории Захаровой. С трёх лет воспитывал её сына Егора. В октябре 2017 года у пары родилась дочь Глафира.

## Творчество

### Фильмография
1. 2000—2001 — Дальнобойщики (9-я серия «Дым в лесу») — преемник
2. 2001 — Трое против всех — Влад
3. 2002 — Звезда — рядовой Быков
4. 2002 — Приключения мага — Алексей
5. 2002 — Раскалённая суббота — эпизод водителя автомобиля с пассажиром Алексеем Паниным
6. 2003 — А поутру они проснулись — пассажир в поезде
7. 2003 — Ангел на дорогах — Вася
8. 2003 — Желанная (серии № 6, 9, 11) — Славка, медбрат
9. 2003 — Москва. Центральный округ (серия № 9 «И умрите в театре…») — Сергей Хромченко
10. 2002 — Приключения мага (серия № 6 «Родовое проклятие») — Алексей
11. 2003 — Фейерверк. Честь имею — Лев
12. 2004 — Hello, Дохлый! — «Кабан»
13. 2004 — Парни из стали — Никита Вялый
14. 2004 — Ангел на обочине — Василий
15. 2004 — Егерь — Ложкин
16. 2004 — На безымянной высоте — Прохор, разведчик Красной армии
17. 2004 — Пепел Феникса — Сергей Латышев, старший лейтенант милиции
18. 2005 — Гибель империи (серия № 5 «Прорыв») — Ткачук
19. 2004 — Карусель — муж Маши Голощёкиной
20. 2005 — Горыныч и Виктория — Дмитрий Бубенцов («Баобаб»), капитан милиции
21. 2005 — Есенин — Илья Есенин, двоюродный брат поэта Сергея Есенина
22. 2005 — Неотложка-2 (серия № 7 «Фейерверк») — «Гусь», дембель
23. 2005 — Пороки и их поклонники — Витёк
24. 2005 — Призвание — Сёмик, следователь
25. 2006 — Грозовые ворота — Кокора, старший лейтенант
26. 2006 — Опер Крюк — Лях, друг капитана Крюкова
27. 2006 — Офицеры — Костян, хулиган из рыбацкого посёлка, одноклассник Александра Гайдамака
28. 2007 — Платина — Гаврилов
29. 2007 — Буровая — Кузя
30. 2007 — Приключения солдата Ивана Чонкина — Иван Чонкин, солдат
31. 2007 — Служба доверия — Владимир Коркин
32. 2007 — Солдаты 13 — эпизод (серия 51)
33. 2007 — Формула стихии — Куклин
34. 2008 — Риорита — Сергей Пичугов, средний сын Александра Гаврииловича Пичугова
35. 2008 — Знахарь — Михаил Ворсиков (Миха «Ворсистый»)
36. 2009 — Буровая 2
37. 2009 — Глухарь. Продолжение — Константин Васин, следователь прокуратуры
38. 2009 — Детективное агентство «Иван да Марья» — Гена
39. 2008 — Золото скифов — Роман Подшибякин
40. 2009 — Логово змея — Иван
41. 2009 — Петя по дороге в Царствие небесное — эпизод
42. 2009 — Похищение богини — Антон Григорьев, лейтенант милиции, напарник Мельникова
43. 2009 — Пуля-дура 3. Агент для наследницы — Николай
44. 2009 — Суд — Леонид Ломакин
45. 2009 — Хозяйка тайги — Колька Крюков
46. 2009 — Смерть Вазир-Мухтара. Любовь и жизнь Грибоедова — Сашка, слуга Александра Грибоедова
47. 2010 — «Алиби» на двоих (фильм 12-й «Близкие люди») — бандит
48. 2010 — Срочно в номер. На службе закона — Юрий Рыков
49. 2010 — Гаражи — Чубиков, участковый
50. 2010 — Миллион до неба — Валерий Иванович Ниточкин
51. 2010 — Глухарь. Возвращение — Константин Васин, следователь прокуратуры
52. 2010 — Когда зацветёт багульник — Алексей Седов
53. 2010 — Черкизона. Одноразовые люди — Лёня
54. 2011 — Москва. Три вокзала — Заика
55. 2011 — Сделано в СССР — Михаил, друг Григория Шишова
56. 2011 — Товарищ Сталин — Егор Козлов, лейтенант МГБ СССР
57. 2011 — Чёрные волки — Гриня, сообщник Митяя Егорова
58. 2011 — Смерш. Легенда для предателя — Алексей
59. 2011 — Жизнь и приключения Мишки Япончика — Иван Мухов, бывший осуждённый, революционер
60. 2011 — Дикий 2 — задержанный
61. 2011 — Расплата — Миша Жихарев
62. 2011 — Тонкая грань — Антон Назаров, оперативник
63. 2011—2012 — Следственный комитет — Андрей Владимирович Волгин, майор юстиции, следователь по особо важным делам Главного следственного управления СК РФ, позже начальник следственного комитета Астраханской области
64. 2012 — Мосгаз — Василий Пермяк, оперативник
65. 2012 — Жизнь и судьба — Глушков, ординарец майора Ивана Берёзкин
66. 2013 — Гетеры майора Соколова — Кирюша, водитель
67. 2013 — Гагарин. Первый в космосе — Алексей Архипович Леонов, лётчик-космонавт СССР № 11
68. 2013 — Обочина (не был завершён)
69. 2013 — Сын отца народов — Толя Гущин
70. 2013 — Привет от Катюши — Сяврис, шофёр
71. 2014 — Вий — Тиберий Горобец, ритор
72. 2014 — Воронины — Олег, отец пацана (эпизод 293)
73. 2014 — Чиста вода у истока — Манулов, следователь
74. 2015 — 72 часа — Дмитрий Пронин, в 1956 году
75. 2015 — Озабоченные, или Любовь зла — Виталий, приятель Георгия Матвеева
76. 2016 — Отдел — Владимир Щукин
77. 2016 — Письма из прошлого — Василий Петрович Галенко, друг детства Ивана Андреевича Метельского и Алексея Евгеньевича Терентьева, один из трёх предполагаемых отцов Маруси Буровой
78. 2016 — Гостиница «Россия» — лейтенант Пышко, инспектор пожарного надзора
79. 2017 — Вурдалаки — Лукач
80. 2017 — Мурка — Толик Заремба, анархист
81. 2017 — Отчий берег — Шарифуллин
82. 2018 — Ищейка 2 — Олег Дмитриевич Жирков, подполковник полиции, новый сотрудник уголовного розыска города Геленджика
83. 2018 — Ищейка 3 — Олег Дмитриевич Жирков, подполковник полиции, сотрудник уголовного розыска города Геленджика
84. 2018 — Декабристка — Котик, милиционер
85. 2018 — Прощаться не будем — Василий Тяпов, уголовник и диверсант
86. 2019 — СМЕРШ — Ромин, электрик
87. 2019 — По законам военного времени 3 — Михаил Знаменский, инвалид, грузчик в порту, муж домработницы военкома
88. 2019 — Дикая Лига — Филимон
89. 2020  — Ищейка 4 — Олег Дмитриевич Жирков, подполковник полиции, сотрудник уголовного розыска города Геленджика
90. 2021  — Ищейка 5 — Олег Дмитриевич Жирков, подполковник полиции, сотрудник уголовного розыска города Геленджика
91. 2022  — Ищейка 6 — Олег Дмитриевич Жирков, подполковник полиции, сотрудник уголовного розыска города Геленджика
92. 2023  — Ищейка 7 — Олег Дмитриевич Жирков, подполковник полиции, сотрудник уголовного розыска города Геленджика
93. 2025  — Ищейка 8 — Олег Дмитриевич Жирков, подполковник полиции, сотрудник уголовного розыска города Геленджика

### Роли в театре
Участвует в спектаклях «Продюсерской компании Анатолия Воропаева»:
- «Чонкин»
- «Шулера»

### Участие в рекламе
С 2019 года исполняет роль Полковника Сандерса в российской версии рекламы KFC